# Гюрчин Наумов
Гюрчин Наумов Димов, наричан Пляка или Плякот или Паякот, е български революционер, крушевски войвода на Вътрешната македоно-одринска революционна организация.

## Биография
Гюрчин Наумов е роден през 1851 година в Сланско, тогава в Османската империя. През 1896 година убива известния Мефаил ага, след което преминава в нелегалност, а през пролетта на 1897 година заминава за София.
През 1900 година заедно с Йордан Силянов – Пиперката става четник в четата на Мирче Ацев. Участва в разширяването на революционната мрежа в Прилепския и Крушевския революционен район, както и в ликвидирането на мюсюлмански разбойници. От 3 март 1901 година е в новосъздадената Крушевска чета на Никола Русински, като остава в нея и след като тя е поета от Велко Марков през август 1901 година.
При сражението в село Ракитница на 23 юли 1902 година войводата Веле Марков, както и по-голяма част от четата му загиват, като само Гюрчин Наумов и още трима четници успяват да пробият турската блокада. На 30 юни 1902 година окръжният комитет в Битоля назначава Гюрчин Наумов за крушевски войвода.
По време на Илинденско-Преображенското въстание участва в защитата на Крушевската република. След въстанието остава в Крушевско, където се включва в борбата срещу гръцката и сръбската пропаганда.
На 23 септември 1904 година при сражение с турски аскер Гюрчин Наумов е убит. Синът му Дуко Георгиев се изселва на 7-годишна възраст в София, където живее и завършва основното си образование. През 1913 година емигрира в Ранкин, САЩ, където по-късно председателства МПО „Независимост“ и е делегат на четвъртия конгрес на организацията.